# Człowiek z żelaza
Człowiek z żelaza – polski dramat filmowy z 1981 roku w reżyserii Andrzeja Wajdy, na podstawie scenariusza Aleksandra Ścibora-Rylskiego; kontynuacja Człowieka z marmuru. Akcja filmu toczy się w roku 1980 podczas wydarzeń sierpniowych. Dziennikarz Winkel (Marian Opania) dostaje zadanie zrobienia reportażu kompromitującego robotnika i aktywistę komitetu strajkowego, Macieja Tomczyka (Jerzy Radziwiłowicz) – syna Mateusza Birkuta (bohatera Człowieka z marmuru). Z czasem jednak Winkel okazuje coraz większą sympatię wobec strajkujących robotników.
Za produkcję Człowieka z żelaza odpowiadał Zespół Filmowy „X”. Film realizowany był w pośpiechu, aby uchwycić, świeże jeszcze, nastroje Sierpnia 1980 i genezę „Solidarności”. Film został entuzjastycznie przyjęty przez krytyków na 34. MFF w Cannes. Cenione wówczas zatarcie dystansu czasowego między wydarzeniami historycznymi a produkcją filmową skutkowało przyznaniem Człowiekowi z żelaza pierwszej w historii polskiej kinematografii Złotej Palmy. W Polsce film wzbudził kontrowersje; o ile chwalono dokumentalne walory filmu jako rejestracji przejściowego triumfu „Solidarności”, o tyle z dezaprobatą przyjmowano przesadny sentymentalizm fabuły i mimowolne powielanie poetyki realizmu socjalistycznego. Człowiek z żelaza był też zwiastunem rewolucji konserwatywnej w polskim kinie po 1981 roku.
Za produkcję Człowieka z żelaza już po wprowadzeniu stanu wojennego w Polsce ekipę filmową spotkały represje; Zespół Filmowy „X” został rozwiązany, a Wajda musiał kręcić okresowo swoje filmy za granicą. Mimo to do grudnia 1981 roku film w Polsce zdołało obejrzeć około 5 milionów osób.

## Fabuła

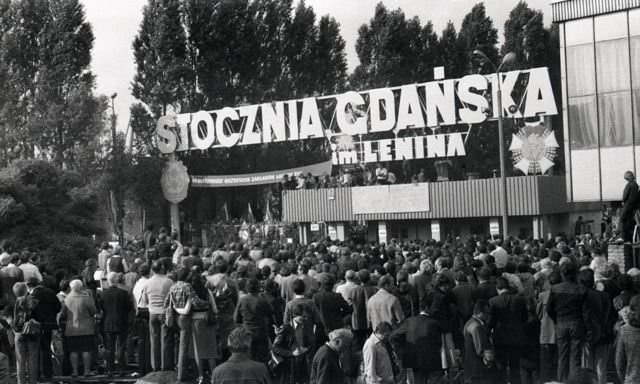
Strajk sierpniowy w Stoczni Gdańskiej im. Lenina

Akcja filmu toczy się w Gdańsku w roku 1980. W Stoczni Gdańskiej trwa strajk robotników. Wśród nich ważną rolę odgrywa działacz Międzyzakładowego Komitetu Strajkowego, Maciek Tomczyk (Jerzy Radziwiłowicz). Radiowy dziennikarz, redaktor Winkel (Marian Opania) dostaje polecenie od zastępcy przewodniczącego Radiokomitetu (Janusz Gajos), aby zrealizować reportaż kompromitujący Tomczyka. Zostaje wysłany do Gdańska, gdzie przedstawiciel władz Badecki (Franciszek Trzeciak) uświadamia mu wagę zadania.
Winkel jako dziennikarz z ramienia partii rządzącej nie może się przedostać przez bramę stoczni. W tłumie przed bramą zakładu spotyka znajomego, Dzidka (Bogusław Linda), któremu dawniej załatwił pracę w gdańskiej telewizji. Dzidek opowiada mu o Tomczyku, jak się okazuje – jego koledze ze studiów. Ojciec Tomczyka, Mateusz Birkut (bohater filmu Człowiek z marmuru), nie pozwolił wtedy synowi na uczestnictwo w protestach studenckich w marcu 1968 roku. Winkel zamierza zdobyć przepustkę na teren stoczni. W tym celu odwiedza rodzinę Wiesławy Hulewicz (Wiesława Kosmalska), od której dowiaduje się o śmierci Birkuta podczas wydarzeń grudniowych roku 1970 oraz tym, że Tomczyk ożenił się z Agnieszką (Krystyna Janda), która w 1976 roku pracowała nad filmem o Birkucie.
Dziennikarz odwiedza niedoszłą reżyserkę w areszcie, do którego została wtrącona za popieranie strajku. Agnieszka opowiada mu o tym, jak poznała Tomczyka i o jej małżeństwie z nim. Przy okazji przekonuje Winkla, że protestujący mają rację co do swoich żądań. Winkel decyduje się nie kręcić reportażu. Ostatecznie delegacja rządowa podpisuje wraz z Międzyzakładowym Komitetem Strajkowym porozumienie.

## Obsada

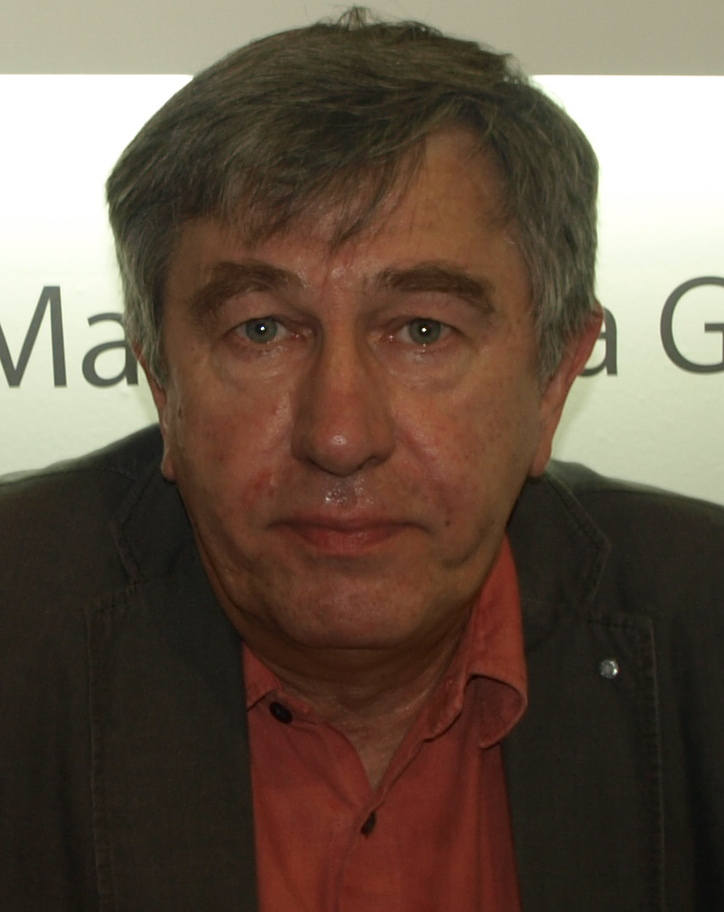
Jerzy Radziwiłowicz, odtwórca ról Tomczyka/Birkuta (2013)

W oparciu o Internetową Bazę Filmu Polskiego.

- Jerzy Radziwiłowicz – Maciek Tomczyk, Mateusz Birkut
- Krystyna Janda – Agnieszka
- Marian Opania – Winkel
- Irena Byrska – matka Hulewicz
- Wiesława Kosmalska – Wiesława Hulewicz
- Bogusław Linda – Dzidek
- Franciszek Trzeciak – Badecki
- Janusz Gajos – wiceprezes Radiokomitetu
- Andrzej Seweryn – kapitan Wirski
- Marek Kondrat – Grzenda
- Jerzy Trela – Antoniak
- Krzysztof Janczar – Kryska
- Krystyna Zachwatowicz – Hanka Tomczyk
- Bogusław Sobczuk – redaktor telewizyjny
- Wojciech Alaborski – personalny
- Leonard Andrzejewski, Lech Grzmociński, Jan Szczepański – funkcjonariusze SB
- Artur Barciś – student
- Zbigniew Buczkowski – kierowca prezesa Radiokomitetu
- Jacek Domański, Krzysztof Machowski – pracownicy telewizji
- Bożena Dykiel – kadrowa
- Adam Ferency, Tadeusz Gwiazdowski, Michał Juszczakiewicz – stoczniowcy
- Maja Komorowska – aktorka recytująca wiersz Nadzieja Czesława Miłosza
- Helena Kowalczyk – kasjerka
- Irena Kownas – kobieta przygotowywana do programu radiowego
- Jolanta Kozak-Sutowicz – przedszkolanka z Elbląga
- Stanisław Michalski – przewodniczący Rady Zakładowej w stoczni
- Kazimierz Orzechowski – ksiądz odprawiający mszę w stoczni
- Tatiana Sosna-Sarno – sekretarka telewizyjna
- Lech Sołuba – dziennikarz
- Ludmiła Terlecka – kobieta w studiu telewizyjnym
- Marcin Troński-Szalawski – doradca prezesa Radiokomitetu
- Krzysztof Zaleski – funkcjonariusz więzienny
- Janusz Zaorski – Mundek
- Halina Łabonarska – lekarka w szpitalu psychiatrycznym
- Lech Wałęsa, Anna Walentynowicz, Jerzy Borowczak, Zbigniew Lis, Tadeusz Fiszbach – w roli samych siebie

## Produkcja

### Prace przygotowawcze

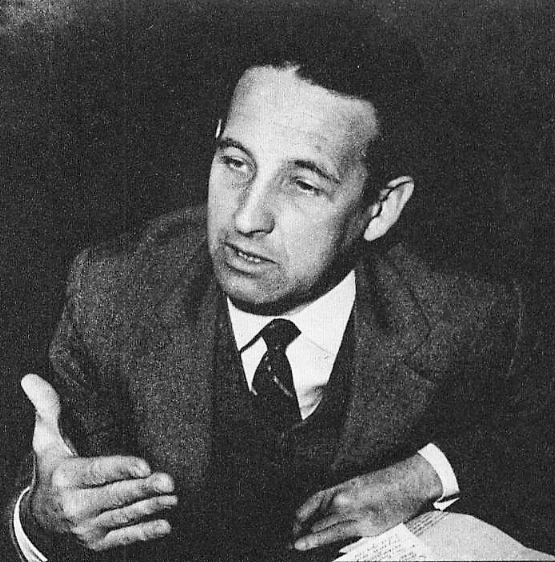
Andrzej Wajda, reżyser filmu (1978)

Pierwowzór Człowieka z żelaza – Człowiek z marmuru (1976), którego bohaterką była absolwentka szkoły filmowej Agnieszka, badająca losy przodownika pracy Mateusza Birkuta – cieszył się dużą popularnością. Od 1978 roku, kiedy reżyser Człowieka z marmuru, Andrzej Wajda, został prezesem Stowarzyszenia Filmowców Polskich, stał się orędownikiem demokratyzacji polskiej kinematografii. W sierpniu 1980 roku przyjechał do Gdańska pod pretekstem nadzorowania pracy nad filmem telewizyjnym. Gdy znalazł się w Stoczni Gdańskiej im. Lenina, pełni entuzjazmu robotnicy pamiętający Człowieka z marmuru nakłonili go, by zrobił film o nich. Podsunęli mu nazwę Człowiek z żelaza .
Autor scenariusza do Człowieka z marmuru, Aleksander Ścibor-Rylski, przebywał za granicą. Kolejny scenariusz napisał za namową Wajdy, korzystając z dostarczanych twórcom filmu zapisków, dokumentów, filmów i zdjęć. Na potrzeby filmu, który (jak pierwowzór) miał stanowić śledztwo dziennikarskie, Ścibor-Rylski wymyślił postać pełnego goryczy dziennikarza Winkla. Pierwotnie rolę tę miał zagrać Zbigniew Zapasiewicz, jednak swym wyglądem intelektualisty nie pasował do postaci steranego życiem dziennikarza. Winklem ostatecznie został Marian Opania . Problem stanowiła też rola Maćka Tomczyka, którego zagrał Jerzy Radziwiłowicz. Część ekipy filmowej uważała, że powinna być to postać na miarę Lecha Wałęsy. Ostatecznie ustalono jednak, że Tomczyk będzie drugorzędną postacią ruchu sierpniowego, co umożliwiło występ samego Wałęsy w epizodycznej roli . Oprócz Wałęsy na ekranie pojawiły się takie postacie wydarzeń sierpniowych, jak Anna Walentynowicz i Tadeusz Fiszbach. Dodatkowym politycznym aktem ze strony Wajdy było wykorzystanie archiwalnych zdjęć z rozpędzonych strajków robotników w grudniu 1970 roku, zakazanych dotychczas przez ponad dekadę. W filmie wykorzystano również m.in. materiały Polskiej Kroniki Filmowej oraz fragmenty filmów dokumentalnych Sierpień w reżyserii Ireneusza Englera i Robotnicy ’80 w reżyserii Andrzeja Chodakowskiego i Andrzeja Zajączkowskiego.

### Zdjęcia
Autorem zdjęć do Człowieka z żelaza był Edward Kłosiński, który zadbał o zainscenizowanie nagranego materiału filmowego tak, aby jak najbardziej przypominał on ujęcia dokumentalne. Katarzyna Mąka-Malatyńska pisała, iż u Kłosińskiego: „Ujęcia lekko prześwietlone białym światłem, ruchliwa kamera, łączenie różnych rodzajów taśmy tworzy dokumentalny styl filmu”. Właśnie zdjęcia Kłosińskiego sprawiły zdaniem Mąki-Malatyńskiej, że film Wajdy, „kręcony na gorąco, dotyczący bieżących wypadków, choć bez wątpienia pozostaje filmem fabularnym, zyskuje rangę dokumentalnego świadectwa”.
Produkcja filmu rozpoczęła się od zdjęć z udziałem Bogusława Lindy i Mariana Opani, dopiero potem wstawiono wątki z rolą graną przez Radziwiłowicza. Podczas kręcenia sceny podpisywania porozumień sierpniowych Wajda podał do wiadomości, żeby wszyscy ich uczestnicy przyszli na plan tak samo ubrani jak wtedy; przyszła większość uczestniczących w tych porozumieniach . Prace trwały intensywnie, gdyż ekipa filmowa zamierzała zdążyć z wysłaniem kopii filmu na 34. Międzynarodowy Festiwal Filmowy w Cannes, co mogłoby ułatwić dystrybucję w Polsce wbrew wymowie politycznej filmu. Produkcja zakończyła się w kwietniu 1981 roku, a choć Wajda uznał film za nieukończony, zgłosił go (z niechęcią) do kolaudacji .
Pojawiający się pod koniec filmu utwór Ballada o Janku Wiśniewskim Krzysztofa Dowgiałły wykonali odgrywająca rolę Agnieszki Krystyna Janda, Jacek Kaczmarski, Przemysław Gintrowski i Zbigniew Łapiński.

### Rekonstrukcja cyfrowa
10 grudnia 2012 roku odbyła się premiera Człowieka z żelaza w wersji zrekonstruowanej cyfrowo, w ramach projektu KinoRP. Za rekonstrukcję obrazu odpowiadało przedsiębiorstwo Yakumama Film, a dźwięk opracowała spółka Soundplace. Mecenasem zrekonstruowanej wersji był PKO Bank Polski . W 2013 roku cyfrowo zrekonstruowany Człowiek z żelaza został wydany na płycie Blu-ray nakładem warszawskiego wydawnictwa DMMS.

## Odbiór

### Frekwencja

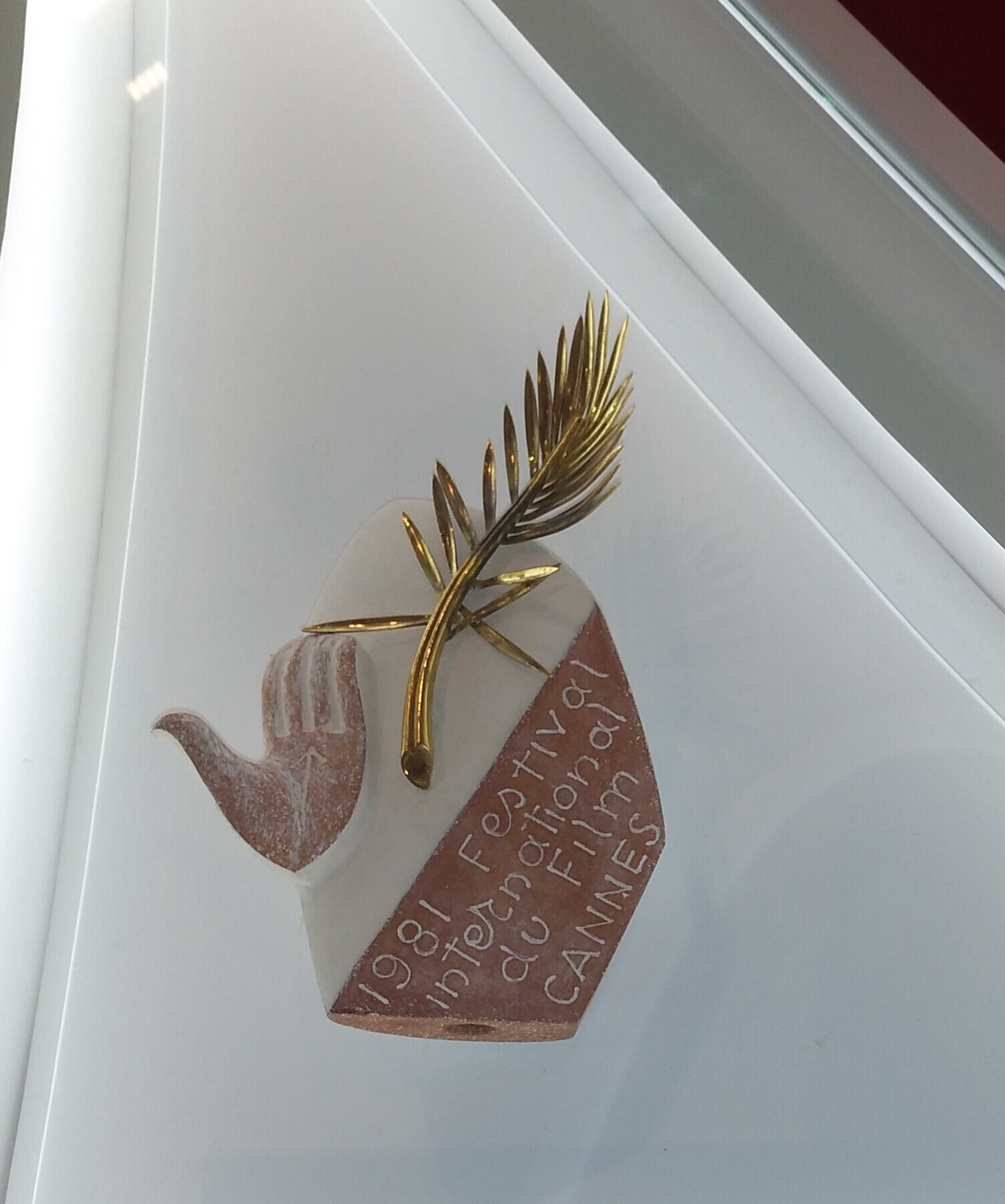
Złota Palma przyznana filmowi

27 maja 1981 roku Człowiek z żelaza został pokazany na Festiwalu Filmowym w Cannes, a 27 lipca tego samego roku zadebiutował w polskich kinach. W Polsce do 12 grudnia 1981 roku (kiedy film został zdjęty z ekranów w wyniku wprowadzenia stanu wojennego) Człowieka z żelaza zdążyło obejrzeć ponad 5 milionów widzów. Podczas premiery Człowieka z żelaza we Francji film obejrzało ponad 378 000 osób.

### Krytyka w Polsce
Krytyk pisma „Kino”, Jacek Fuksiewicz potraktował Człowieka z żelaza jako dzieło niemal bez precedensu w dziejach kina, które dokonywało z niezwykłą szczerością rozrachunku z jeszcze świeżymi wydarzeniami sierpniowymi i podawało je w formie kroniki. Docenił również fakt, iż Wajda zbudował film na bazie dokumentalnych zapisków, zwiększając tym samym jego autentyczność. Fuksiewicz zauważył również, że reżyser na przekór swojej ekspresyjnej twórczości użył ascetycznej formy. Samego Człowieka z żelaza interpretował jako manifest przeciwko systemowi opartemu na terrorze i pogardzie wobec człowieka. Czesław Dondziłło z czasopisma „Film” pisał, iż Wajda po raz pierwszy porzucił romantyczną wizję historii charakterystyczną dla jego twórczości i „jawi się jako epik współczesności”. Pomimo że Dondziłło zarzucał filmowi Wajdy niedostatek „dramatycznej siły” typowej dla sztuki filmowej, był przekonany, że w Człowieku z żelaza jest „prawda historycznej dialektyki”.
Małgorzata Szpakowska była bardziej sceptyczna wobec dzieła Wajdy. Z jednej strony doceniała w nim to, że reżyserowi udało się nadążyć za faktami historycznymi oraz otwarcie przełamać cenzurę, którą inni polscy reżyserzy obchodzili poprzez metafory. Krytykowała jednak formę, jakiej użył Wajda: pomieszanie kroniki historycznej z sensacyjną fabułą, zbytni sentymentalizm oraz elementy bardziej typowe dla komedii (Radziwiłowicz rozmawiający sam ze sobą jako postacie Tomczyka i Birkuta). Postać Tomczyka Szpakowska potraktowała jako spłyconą, idealizowaną, co jej zdaniem nie odzwierciedlało prawdziwych odczuć strajkujących robotników.
Krytycznie do Człowieka z żelaza odniosła się również Janina Falkowska, zarzucając Wajdzie powielanie poetyki realizmu socjalistycznego. Przeciwieństwem szlachetnej postaci Tomczyka jest „tłumek parszywców, złożony z niereformowalnych biurokratów, dziennikarza pozbawionego kręgosłupa moralnego, zdegenerowanych, zapitych kapusiów i bezwzględnych tajniaków”. Zdaniem Falkowskiej film Wajdy operuje również nachalną symboliką: Agnieszka została upozowana na romantyczną figurę Matki Polki, a Tomczyk, kierujący się „żelaznym” charakterem, „jest aż nieludzki w swej jednoznaczności i determinacji, z jaką dokonuje ideologicznych wyborów”.
Opinię Szpakowskiej po latach podzielił Tadeusz Lubelski, twierdząc, że główny bohater filmu „bardziej był ciągiem słusznych interpretacji kolejnych dat – od roku 1968 do 1981 – niż żywym człowiekiem”. Zarazem jednak przyznał za Fuksiewiczem, że film „chwytał doniosłe wydarzenie historyczne w chwili jego rodzenia się i przedstawiał jego fabularny wariant w całym bogactwie społecznego i kulturowego zaplecza”.
Jerzy Eisler zarzucił Wajdzie, że w nieprawdziwy sposób przedstawił on w retrospekcji z 1970 roku strajki grudniowe wyłącznie jako ruch robotniczy. W Człowieku z żelaza pochodowi robotników towarzyszy zamykanie okien przez studentów w akademikach, co miałoby sugerować, że po marcu 1968 roku przedstawiciele inteligencji bali się wesprzeć strajkujących; tymczasem wśród osób zatrzymanych i represjonowanych w grudniu 1970 roku byli również studenci. Z drugiej strony, Krystyna Duniec i Joanna Krakowska zauważyły, że Człowiek z żelaza po raz pierwszy w polskiej kinematografii nie tylko pokazywał postać tajnego współpracownika Służby Bezpieczeństwa (Winkla), ale też zapowiadał dylematy związane z rzeczywistością Polski po transformacji ustrojowej. Filmowi esbecy dysponują aktami o zgromadzonych przez Winkla esbeckich materiałach oraz wypadku sprzed lat, za które nie odpowiadał przed sądem, co może zostać wykorzystane w przyszłości przeciw niemu.
Krzysztof Demidowicz z „Filmu”, podsumowując dyskusję wokół Człowieka z żelaza, przyznał, że ów film nie należy do najwybitniejszych dzieł Wajdy. Podkreślał jednak, że w owym filmie:
wyczuwamy przyśpieszony oddech Historii. Odnajdujemy obraz naszego świata w momencie będącym początkiem końca komuny. I emocje, które temu towarzyszą: od euforii po dręczące niepokoje. Ceną za pośpieszne szukanie syntezy są niepełne sylwetki ludzkie i chybotliwa dramaturgia. Nie ma jednak na ekranie papierowych postaci i nie ma sztucznego patosu, co czasem Wajdzie zarzucano.

### Krytyka zagraniczna
Po pokazie na festiwalu w Cannes Człowiek z żelaza został entuzjastycznie przyjęty przez krytyków, którzy przyznali mu pierwszą w historii polskiej kinematografii Złotą Palmę. Francuski krytyk Michel Perez uznał film Wajdy za kamień milowy w historii sztuki filmowej, wskazując na brak dystansu czasowego między wydarzeniami historycznymi a ich realizacją filmową. Człowiek z żelaza został nominowany też do Oscara dla najlepszego filmu nieanglojęzycznego wbrew komunistycznej dyktaturze Wojciecha Jaruzelskiego, której przedstawiciele po wprowadzeniu stanu wojennego próbowali wycofać kandydaturę filmu Wajdy .
Według redakcji amerykańskiego pisma „Variety” film zapisał historię w biegu. Zdaniem Bruce’a McCabe’a z „The Boston Globe” film Wajdy „pulsuje swoim własnym napięciem, energią, bezpośredniością i pilnością. Jest to film zrobiony z typowo dziennikarską pasją i pośpiechem”. Vincent Canby z „The New York Timesa” pisał, że Człowiek z żelaza jest „aktem odwagi, momentami zbliżającym się do brawury”. Choć Canby był pewien podziwu dla filmu, jednocześnie przyznawał, że „film jest tak nafaszerowany retrospekcjami, że nie zawsze łatwo się zorientować, o jakim kryzysie politycznym mowa w danym momencie”. Dan Yakir z „Film Comment” podkreślał, że „rzadko się zdarza, by film miał tak podwójne oddziaływanie, jako dokument przeszłości »Solidarności« i apel o jej krótką, rozpaczliwą przyszłość”. Za reżyserię filmu Wajda na wygnaniu politycznym otrzymał nagrodę „Athinai” Fundacji Alexandra Onassisa, w uznaniu jego walki o „prawa i godność człowieka”.

### Nagrody i festiwale
| Rok  | Festiwal                                      | Nagrody                                                      |
| ---- | --------------------------------------------- | ------------------------------------------------------------ |
| 1981 | 34. Międzynarodowy Festiwal Filmowy w Cannes  | Złota Palma Nagroda Jury Ekumenicznego                       |
| 1981 | Festiwal Polskich Filmów Fabularnych (Gdynia) | Nagroda „Solidarności”                                       |
| 1981 | Lubuskie Lato Filmowe (Łagów)                 | Srebrne Grono                                                |
| 1982 | 54. ceremonia wręczenia Oscarów               | nominacja do Oscara dla najlepszego filmu nieanglojęzycznego |

Amerykański reżyser Martin Scorsese uznał film za jedno z arcydzieł polskiej kinematografii i w 2014 roku wytypował Człowieka z żelaza do prezentacji w Stanach Zjednoczonych oraz Kanadzie w ramach festiwalu polskich filmów Martin Scorsese Presents: Masterpieces of Polish Cinema.

## Spuścizna
Człowiek z żelaza odegrał fundamentalną rolę jako film, który mitologizował wydarzenia sierpniowe 1980 roku i narodziny „Solidarności”, a przede wszystkim zapewnił międzynarodowy rozgłos jednej z głównych postaci porozumień sierpniowych, Lechowi Wałęsie. Kamera filmuje Wałęsę nie tylko podczas ślubu fikcyjnych bohaterów filmu, ale również jako głównego sygnatariusza porozumień sierpniowych. Zdaniem Elżbiety Ostrowskiej ówczesne zjednoczenie polityczne Wajdy jako reżysera i Wałęsy jako formalnego lidera „Solidarności” skutkowało „utopijną ideą możliwego sojuszu robotników i intelektualistów, która wkrótce okazała się politycznym marzeniem”. Wajda po latach próbował podtrzymać utopię stworzoną w Człowieku z żelaza, realizując film Wałęsa. Człowiek z nadziei (2014), gdzie już bezpośrednio uczynił Wałęsę (granego przez Roberta Więckiewicza) głównym bohaterem.
Tadeusz Sobolewski twierdził, iż Człowiek z żelaza, tak jak Człowiek z marmuru, był próbą odnowienia tradycji romantycznego mesjanizmu polskiego, w której jednak nie pokazuje się „narodu rozpiętego na krzyżu”. Wręcz przeciwnie, katolicki ruch solidarnościowy przedstawiony został zdaniem Sobolewskiego jako „oczyszczony z perwersyjnego kultu cierpienia”. Jednakże zdaniem części krytyków Człowiek z żelaza walnie przyczynił się do wybuchu rewolucji konserwatywnej w polskim kinie, promując dziewiętnastowieczny, narodowo-patriotyczny model kobiety jako stereotypowej Matki Polki (postać Agnieszki). Ten model miał stać się reprezentatywny dla polskiego kina po 1981 roku.
Produkcja Człowieka z żelaza była jednym z powodów rozwiązania Zespołu Filmowego „X”, któremu dotychczas przewodził Wajda. Jako przyczynę represji wobec członków „X” ówczesny rzecznik rządu Jerzy Urban uznał „działalność antypaństwową”. Wajda, który stracił również stanowisko prezesa Stowarzyszenia Filmowców Polskich, przez kilka lat przebywał na emigracji, realizując filmy między innymi we Francji (Danton) i w Republice Federalnej Niemiec (Miłość w Niemczech).